# Jurd Oseen
Jurd Wilhelm Oseen, född 3 mars 1914 i Villstads socken i Jönköpings län, död 3 maj 2013 i Basel i Schweiz, var en svensk målare, grafiker och tecknare.
Han var son till professorn Wilhelm Oseen och Klara Charlotta Strandmark. Oseen studerade vid Otte Skölds målarskola 1935 och därefter vid Konsthögskolan fram till 1939 samt under studieresor till Frankrike, Italien och Spanien. Tillsammans med Arne Granhall ställde han ut i Kristianstad 1949 och han medverkade i Nationalmuseums Unga tecknare 1942 och i utställningar arrangerade av Kristianstads konstförening. Separat ställde han ut ett flertal gånger i Kristianstad. Bland hans offentliga arbeten märks väggmålningar för bostadshus i Kristianstad. Hans konst består av stilleben, porträtt, gatumotiv från Stockholm och landskapsmålningar utförda i krita eller träsnitt. Oseen är representerad vid Kristianstads museum. 